# 雷獣目
雷獣目（らいじゅうもく、Astrapotheria）ないし輝獣目は絶滅した哺乳類の目の一つ。新生代暁新世後期から中新世中期にかけて、南アメリカに分布していた。アストラポテリウム科Astrapotheriidae、 トリゴノスティロプス科Trigonostylopidae、エオアストラポスティロプス科Eoastrapostylopidaeの3科を属せしむ。

## 名称
「雷獣」ことAstrapotheriaという火獣目をも思わせるユーモラスな目名は、アストラポテリウムを発見したヘルマン・ブルメイステル(de:Hermann Burmeister)による命名である。これは復元されたアストラポテリウムの威容が、雷のごとく咆哮する姿をイメージさせたためである。

## 生態
雷獣目は午蹄中目の中の一群であり、南アメリカ大陸で独自に進化をとげた哺乳類と考えられており、他の動物との系統関係は明らかになっていない。
代表的な種であるアストラポテリウムでは、体長2.5mから3m、体高1.4m、体重約1tに達する。草食であり、姿や生態はカバやバクに類似していたと考えられている。上顎に湾曲した牙状の犬歯があり、長く伸びている。また、鼻部の骨格形状がゾウに類似していることから、30cm程度の伸びた鼻が復元されることも多い。 ヒラルコテリウム・ミヨウ （Hilarcotherium miyou）は特に大型であり、体重が6.5t 弱とアフリカゾウに匹敵する体躯に達したと考えられる。

### 骨格

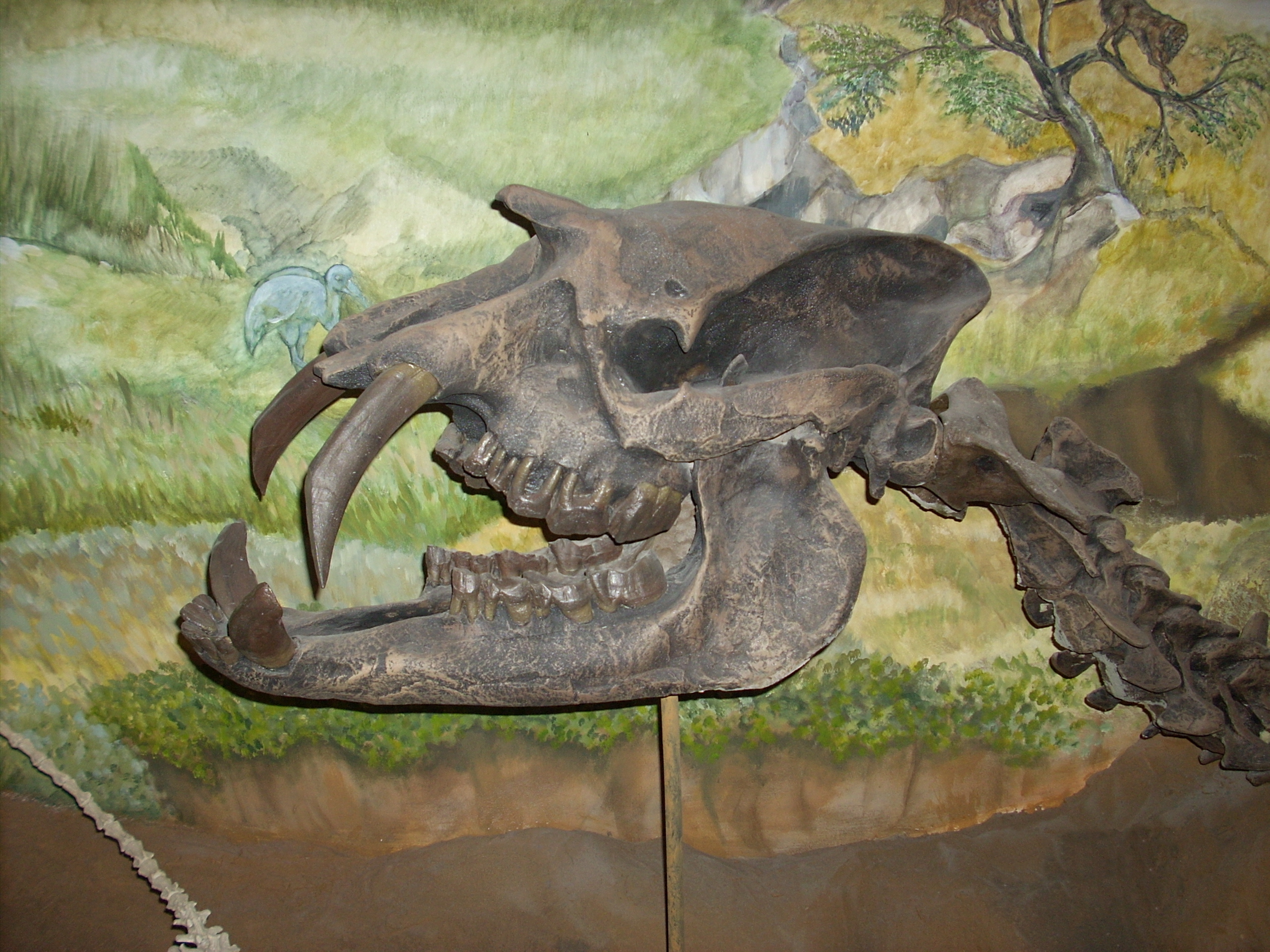
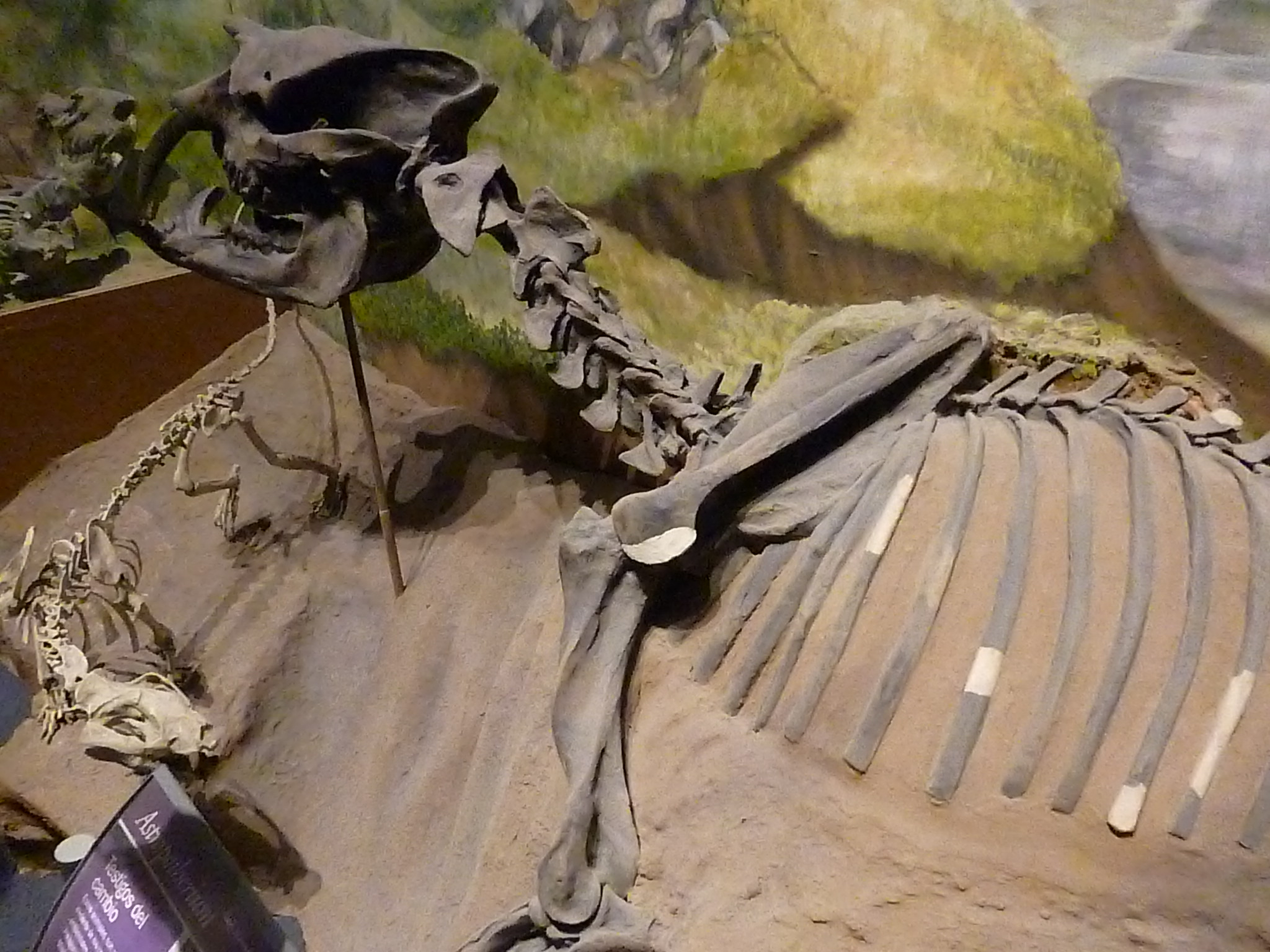
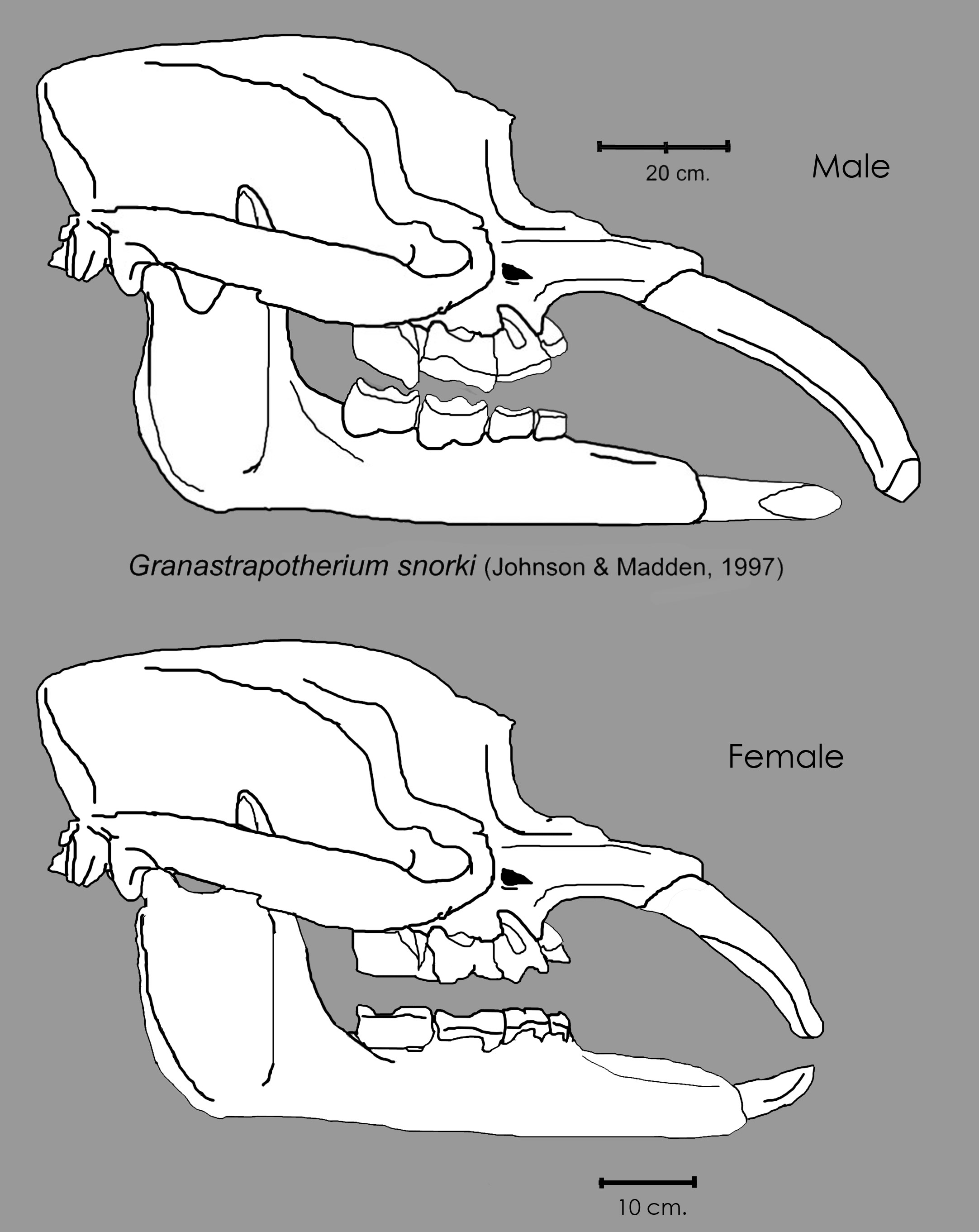
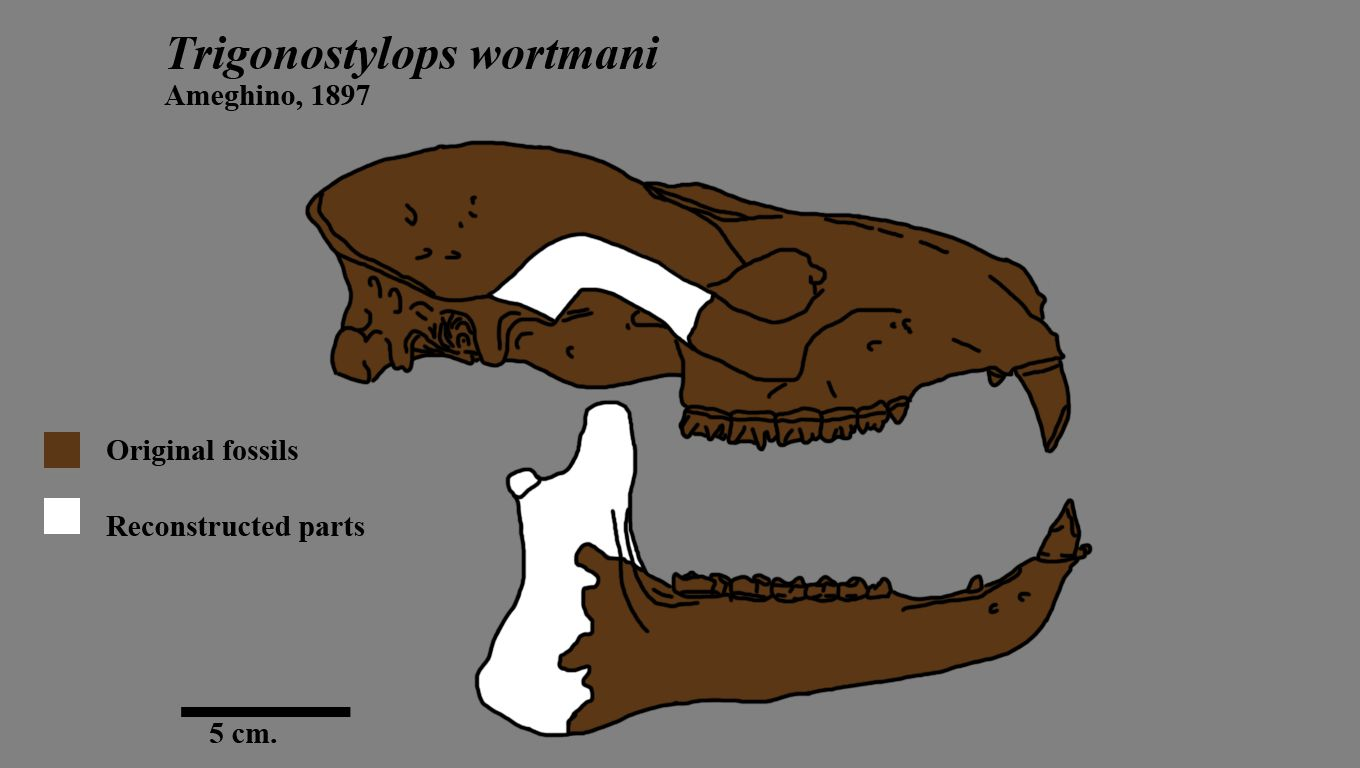
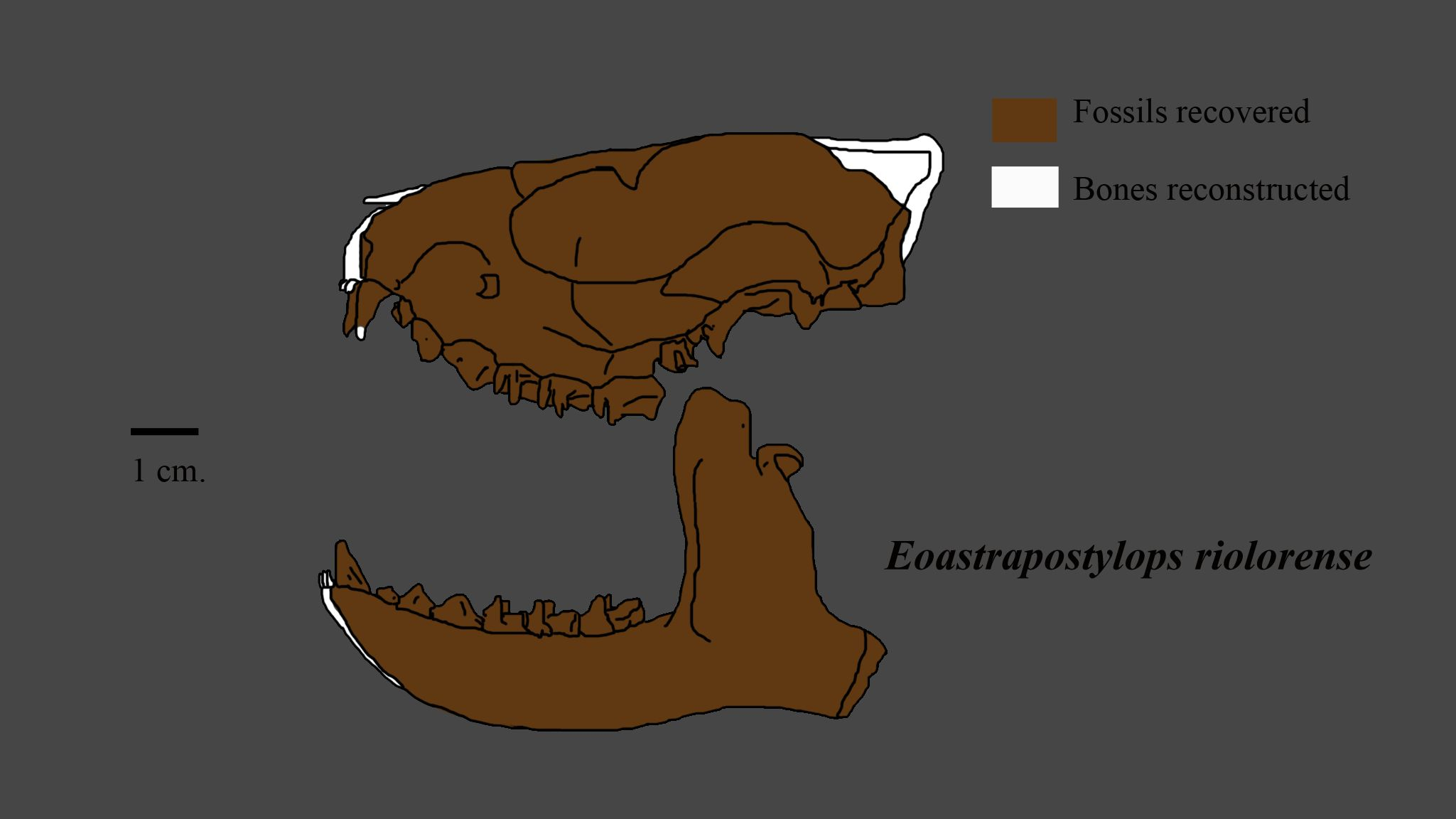

## ギャラリー

### 想像図

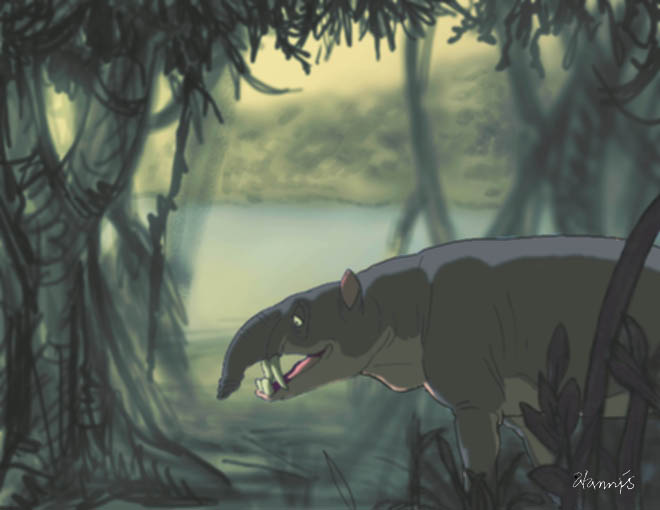
アストラポテリウム
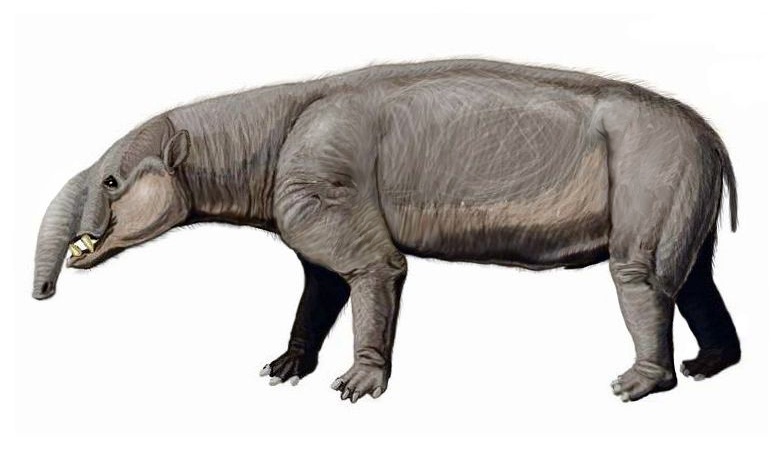
アストラポテリウム
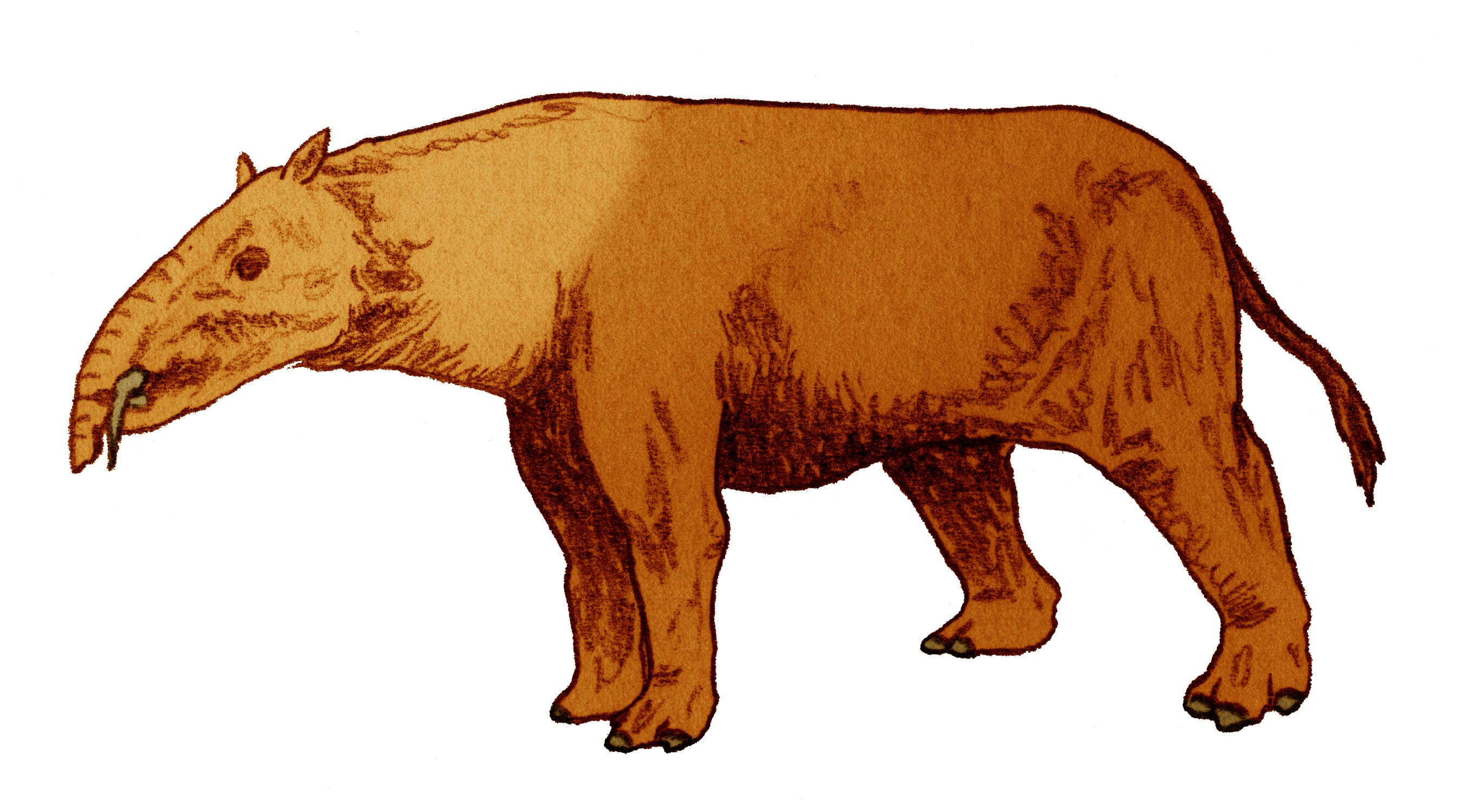
アストラポテリウム
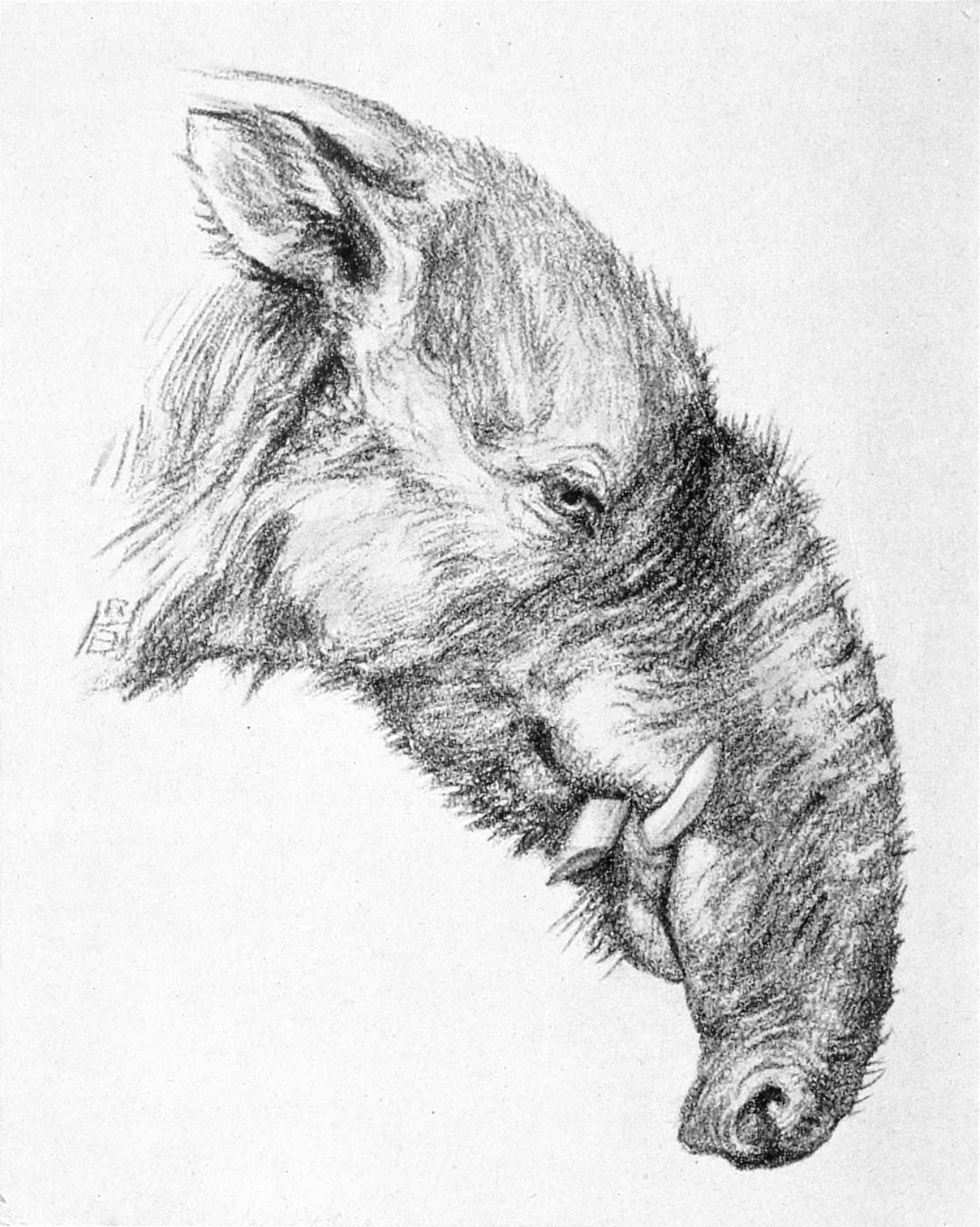
アストラポテリウムの頭部　 （ロバート・ブルース・ホースフォール）
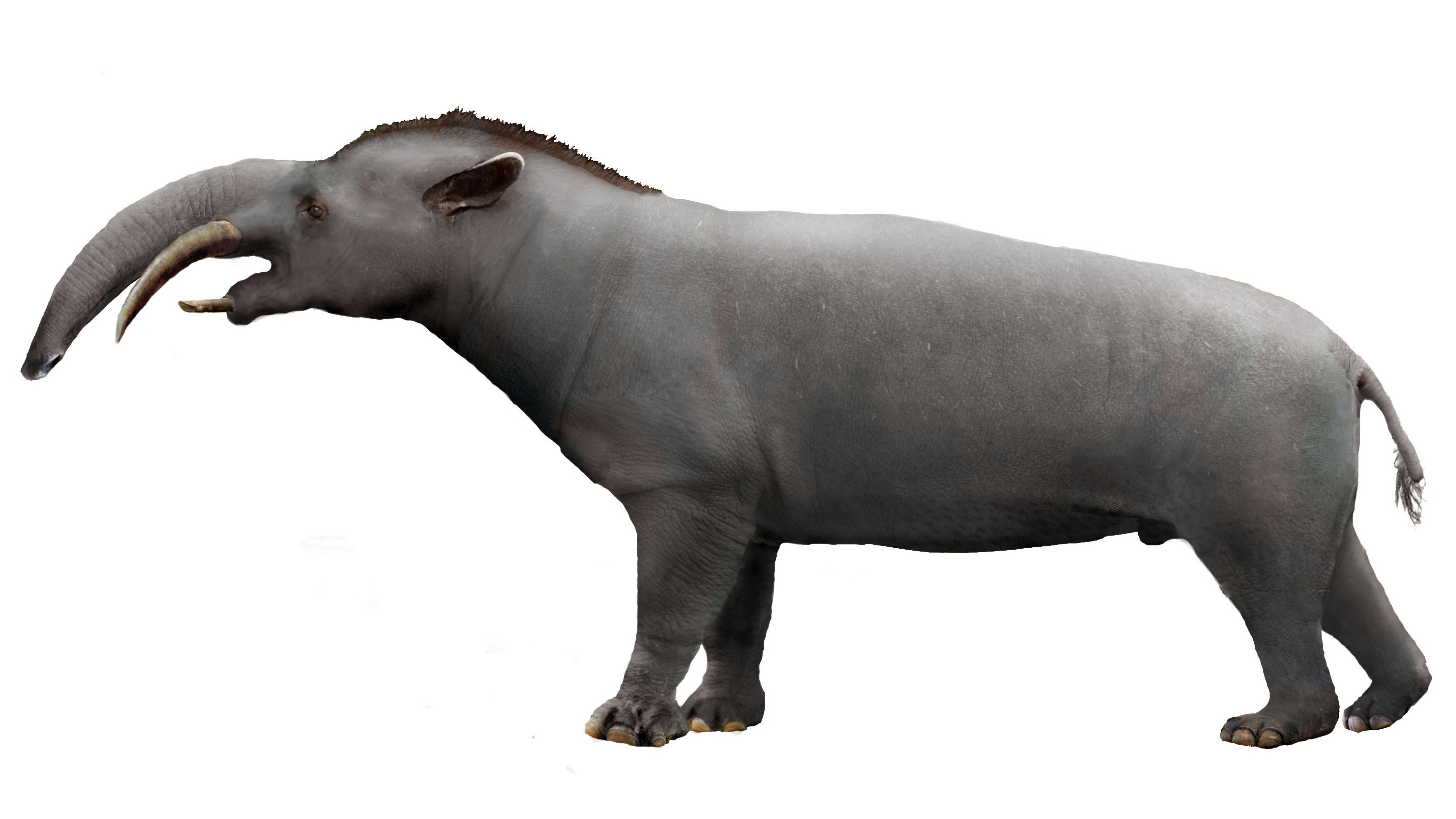
大型種グラナストラポテリウム
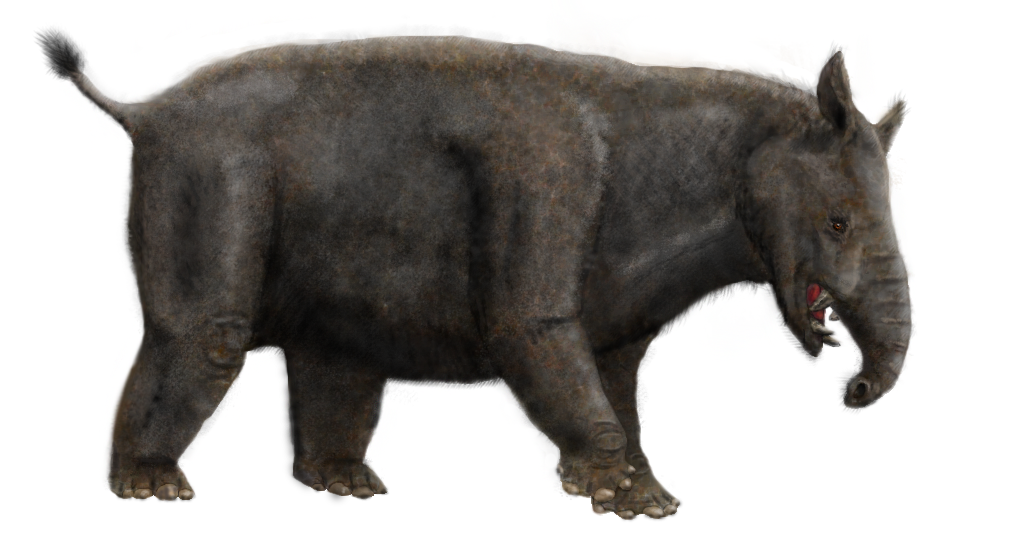
大型種パラストラポテリウム
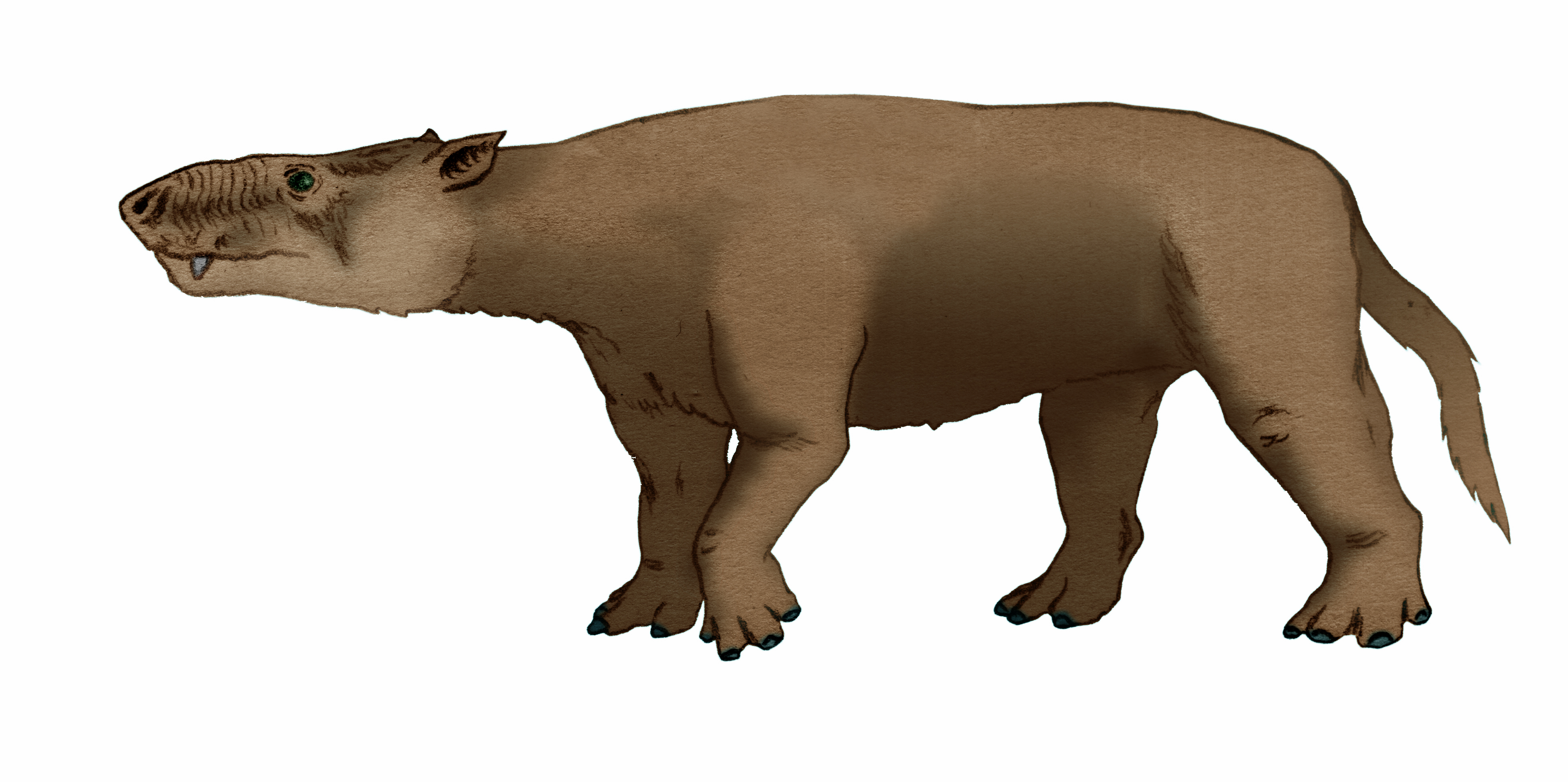
トリゴノスティロップス
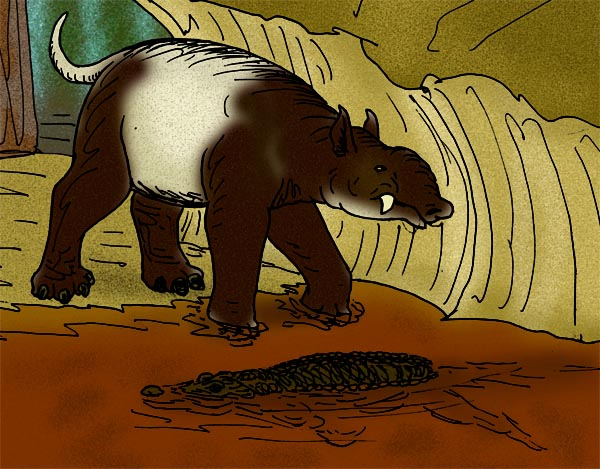
トリゴノスティロップス
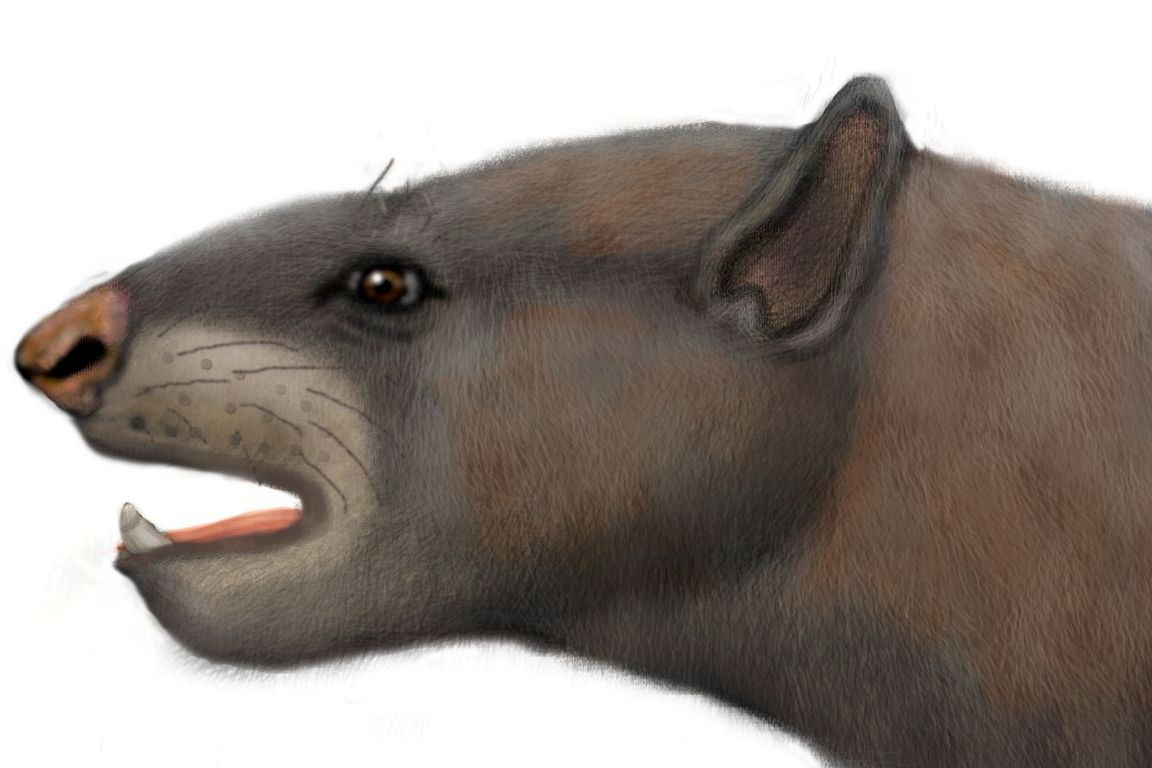
トリゴノスティロップス